# アイヴン・キンチェロー
アイヴン・キンチェロー(Iven Carl "Kinch" Kincheloe, Jr.、1928年7月2日-1958年7月26日)は、アメリカ合衆国のテストパイロットである。米空軍殊勲十字章受章者で、朝鮮戦争ではエース・パイロットとなった。

## 生い立ち
キンチェローはミシガン州デトロイトで生まれ、ミシガン州カソポリスで成長した。幼い頃から飛行機に興味を持ち、パデュー大学では航空宇宙工学を専攻した。予備役将校訓練課程に参加し、またシグマ・ファイ・イプシロンフラタニティのメンバーであった。1948年夏に、予備役将校訓練課程の士官候補生はチャック・イェーガーと面会し、X-1のコックピットに座ることができた。

## 朝鮮戦争
1949年に卒業すると、キンチェローはアメリカ空軍の士官となった。中尉に昇進し、1951年9月に朝鮮戦争に派遣されるまでの1年間、エドワーズ空軍基地でテストパイロットとして、F-86の操縦等を行った。戦争中は、1952年5月に撤退するまでに、F-80で30回、F-86で101回出撃し、5機のMiG-15を撃墜した。この時点で、大尉にまで昇進した。

## 戦後
戦後、彼は再びテストパイロットとなり、センチュリーシリーズの戦闘機（F-100、F-101、F-102、F-104、F-105、F-106）の試験飛行に参加した。1950年代中盤には、X-2計画に参加し、1956年9月7日に3,200 km/hの速度で126,200フィート(38,500 m)の高度を飛行した（126,500フィートとする資料もある）。これは、高度10万フィートを超える初めての飛行であった。このことから、彼には"America's No. 1 Spaceman"という渾名が付けられた。このちょうど3週間後にミルバーン・アプトが激突して死亡し、X-2計画は廃止された。アプトはこの時、初めてマッハ3の壁を破った。その3週間後、キンチェローは次のロケットプレーンX-15計画のパイロット候補3人のうちの1人に選ばれ、MISSの選抜者の1人となった。彼はエドワーズ空軍基地で起きたF-104の衝突事故で亡くなり、軍からの最敬礼を持ってアーリントン国立墓地に葬られた。

## 遺産
1959年9月、彼の功績を称えて、ミシガン州アッパー半島の空軍基地がキンチェロー空軍基地と改名された。この基地は1977年9月に閉鎖された。また、故郷のカソポリスから数マイル東に、高さ12フィートの石製のモニュメントが建設された。1992年には、宇宙飛行士の殿堂に選ばれた。
テストパイロット協会から優れたテストパイロットに贈られるアイヴン・キンチェロー賞は、彼の名前に由来する。